# Emmett Quinn
Thomas Emmett Quinn, ameriški hokejski funkcionar, trener in sodnik, * 10. september 1877, † 9. februar 1930.
Quinn je bil predsednik lige NHA, predhodnice današnje lige NHL. 

## Hokej na ledu
Quinn se je prvič predstavil hokejski javnosti kot trener moštva Montreal Shamrocks v sezoni 1906/07. Po sezoni je bil zamenjan, naslednjo sezono je deloval kot sodnik. Med drugim je sodil tekmo v Cornwallu, Ontario, februarja 1907, na kateri je umrl Owen McCourt. Za sezono 1908/09 se je vrnil k trenerskemu delu, tokrat je vodil moštvo Quebec Bulldogs. Prav tako je deloval kot tajnik-blagajnik lige ECHA. 
Leta 1909 je sodeloval pri razpadu lige ECHA. Postal je tajnik-blagajnik lige CHA. Ko je tudi ta liga razpadla, je postal tajnik-blagajnik lige NHA. 
Leta 1910 je bil imenovan za predsednika lige NHA. Na položaju je ostal do 18. oktobra 1916, ko je odstopil. Med njegovim mandatom se je liga preselila v Quebec in Toronto in pri tem preselila klube iz severa Ontaria, ki so bili člani lige TPHL. Liga je pod njegovim vodstvom vpeljala omejitev igralskih plač. Leta 1911 je bila ustanovljena liga PCHA, ki je postala glavni konkurent ligi NHA, dasiravno je delovala v zahodnih mestih, medtem ko je NHA pokrivala vzhodna mesta. Quinn je izpogajal soglasje med ligama, po katerem je bilo mogoče izpeljati prvo redno končnico Stanleyjevega pokala. Prvo finale Stanleyjevega pokala je potekalo med obema ligama, s tem se je končalo obdobje izzivov za pokal, ki so jih obvladovali skrbniki Stanleyjevega pokala. 
Prav tako je izpogajal soglasja glede spoštovanja igralskih pogodb vsake lige in glede nadzorovanega nabora za prehod igralcev med ligama. Liga NHA je nato padla pod vpliv prve svetovne vojne, saj se je mnogo igralcev pridružilo vojski in Quinn je bil prisiljen sprejeti, da lahko v sezoni 1916/17 sodelujejo tudi vojaška moštva, sestavljena iz profesionalcev. 
| Predhodnik: M. Deneny | Predsednik NHA 1910-1916 | Naslednik: Frank Robinson |